# Robert Siodmak
Robert Siodmak (Dresda, 8 agosto 1900 – Locarno, 10 marzo 1973) è stato un regista e sceneggiatore tedesco.

## Biografia
Di famiglia ebraica, lavorò come regista teatrale e come croupier prima di diventare sceneggiatore e direttore del montaggio nel 1925 per Kurt Bernhardt. Nel 1929, grazie all'aiuto del cugino Seymour Nebenzal, ottenne l'occasione per dirigere il suo primo film, Uomini di domenica, scritto dal fratello Curt Siodmak. Con l'avvento del nazismo lasciò la Germania per Parigi (grazie ad un passaporto sul quale risultava nato a Memphis nel Tennessee), e nel 1940 Parigi per Hollywood. Qui lavorò alle dipendenze delle majors realizzando molti B-movies. 
La svolta nella sua carriera giunse quando sottoscrisse un contratto della durata di 7 anni con la Universal, casa produttrice con cui realizzò numerosi film noir, con una particolare attenzione alle luci e alle atmosfere ispirate alla scuola tedesca espressionista. Da ricordare, fra gli altri, La scala a chiocciola (1945), Lo specchio scuro (1946) e I gangsters (1946), che gli fruttò la sua unica candidatura all'Oscar per un film realizzato a Hollywood. Sempre per lo stesso studio realizzò anche pellicole di altro genere come Il cobra (1944), avventura esotica dallo smagliante Technicolor, e Vacanze di Natale (1944), storia drammatica con l'inedita coppia Gene Kelly e Deanna Durbin.
Fu tra i primi registi a rientrare in Europa dopo la fine della guerra, principalmente a causa dei numerosi problemi legati alla realizzazione del film Il corsaro dell'isola verde per la Warner Bros., il cui protagonista era Burt Lancaster, un attore che proprio il regista aveva scoperto e lanciato. Il suo primo film realizzato in Germania, I topi (1955), fu premiato con l'Orso d'oro al Festival di Berlino, mentre Ordine segreto del III Reich ottenne la nomination agli Oscar per il miglior film straniero nel 1958. Continuò a lavorare, ma con minore successo, sino alla fine degli anni '60. Morì in Svizzera, dove si era ritirato, poche settimane dopo la morte della moglie.

## Filmografia

### Regista
- Uomini di domenica (Menschen am Sonntag) (1930)
- Abschied (1930)
- L'uomo che cerca il suo assassino (Der Mann, der seinen Mörder sucht) (1931)
- Istruttoria (Voruntersuchung) (1931)
- Tempeste di passione (Stürme der Leidenschaft) (1932)
- Quick, Re dei clown (Quick) (1932)
- Il sesso debole (Le Sexe Faible) (1933)
- Segreto ardente (Brennendes Geheimnis) (1933)
- La crisi è finita (La Crise est finie) (1934)
- Viva la gloria (La Vie Parisienne) (1935)
- Carico bianco (Cargaison Blanche) (1937)
- Il capitano Mollenard (Mollenard) (1938)
- L'imboscata (Pieges) (1939)
- La vedova di West Point (West Point Widow) (1941)
- Volo notturno (Fly-by-Night) (1942)
- Il mio cuore appartiene a papà (My Heart Belongs to Daddy) (1942)
- The Night Before the Divorce (1942)
- Qualcuno da ricordare (Someone to Remember) (1943)
- Il figlio di Dracula (Son of Dracula) (1943)
- La donna fantasma (Phantom Lady) (1944)
- Il cobra (Cobra Woman) (1944)
- Vacanze di Natale (Christmas Holiday) (1944)
- Quinto non ammazzare! (The Suspect) (1945)
- Io ho ucciso (The Strange Affair of Uncle Harry) (1945)
- La scala a chiocciola (The Spiral Staircase) (1946)
- I gangsters (The Killers) (1946)
- Lo specchio scuro (The Dark Mirror) (1946)
- Prigionieri del destino (Time Out of Mind) (1947)
- L'urlo della città (Cry of the City) (1948)
- Doppio gioco (Criss Cross) (1948)
- Il grande peccatore (The Great Sinner) (1949)
- Il romanzo di Thelma Jordon (The File on Thelma Jordon) (1949)
- Il deportato (Deported) (1950)
- Il fischio a Eaton Falls (The Whistle at Eaton Falls) (1951)
- Il corsaro dell'isola verde (The Crimson Pirate) (1952)
- Il grande giuoco (Le Grand Jeu) (1954)
- I topi (Die Ratten) (1955)
- Mein Vater, der Schauspieler (1956)
- Ordine segreto del III Reich (Nachts wenn der Teufel kam) (1957)
- Dorothea Angermann (1959)
- Il ruvido e il liscio (The Rough and the Smooth) (1959)
- Katia, regina senza corona (Katia) (1959)
- Nella morsa della S.S. (Mein Schulfreund) (1960)
- L'affare Nina B. (L'Affaire Nina B.) (1961)
- Il muro della paura (Escape from East Berlin) (1962)
- Una carabina per Schut (Der Schut) (1964)
- I violenti di Rio Bravo (Der Schatz der Azteken) (1964)
- Die Pyramide der Sonnengottes (1965)
- Custer eroe del West (Custer of the West) (1967)
- La calata dei barbari (Kampf um Rom) (1968)

### Sceneggiatore
- Die Durchgängerin, regia di Hanns Schwarz (1928)
- Uomini di domenica (Menschen am Sonntag), regia di Robert Siodmak, Edgar G. Ulmer, Rochus Gliese, Curt Siodmak e Fred Zinnemann (1929)
- Der Kampf mit dem Drachen oder: Die Tragödie des Untermieters, regia di Robert Siodmak (1930)
- Istruttoria (Voruntersuchung), regia di Robert Siodmak (1931)
- Segreto ardente (Brennendes Geheimnis), regia di Robert Siodmak - dialoghi (1933)